# 伍德 (北卡羅來納州)
伍德（英語：Wood）是美國北卡羅來納州富蘭克林縣東北部一個非建制地區，位於森特維爾（Centerville）以東並鄰近561號北卡羅來納州州道（North Carolina Highway 561）。當地在1893年起開始有人定居，並曾經於1917年升級為鎮，可是此地位後來則在1961年5月5日被廢除。伍德之海拔高度約為98米（322英尺），而位於當地的阿奇博爾德·泰勒房屋（Archibald Taylor House）則於1975年收錄在國家史蹟名錄。